# 滝谷不動駅
滝谷不動駅（たきだにふどうえき）は、大阪府富田林市錦織東二丁目にある、近畿日本鉄道（近鉄）長野線の駅。駅番号はO21。
「大阪大谷大学前」の副名称が付いている（2006年3月までは「大谷女子大学前」であった）。

## 歴史
- 1902年（明治35年）
  - 3月25日：河南鉄道の富田林 - 当駅間開通時に終着駅として開業[1]。
  - 12月12日：河南鉄道が長野駅（現在の河内長野駅）まで延伸[1]。途中駅となる。
- 1919年（大正8年）3月8日：河南鉄道が大阪鉄道に社名変更、同社の駅となる[1]。
- 1943年（昭和18年）2月1日：関西急行鉄道が大阪鉄道を合併、同社長野線の駅となる[1]。
- 1944年（昭和19年）6月1日：戦時統合により関西急行鉄道が南海鉄道（現在の南海電気鉄道の前身。後に再独立）と合併、近畿日本鉄道長野線の駅となる[1]。
- 2007年（平成19年）4月1日：ICカード「PiTaPa」使用開始[2]。

## 駅構造
相対式2面2線の行違い可能な地上駅。長野線の単線区間では唯一行違いのできる途中駅である。ホーム有効長は5両分。駅舎は上りホーム河内長野寄りにあり、下りホームとは構内踏切で連絡している。終日にわたりこの駅で列車の行き違いが行われ、かつ両方向ともほぼ同時に到着するようなダイヤ編成になっている。かつては駅構内にコンビニエンスストアもあったが、改札外側からしか入れない構造であった（現在は閉店）。

### のりば
| のりば | 路線     | 方向 | 行先             |
| ------ | -------- | ---- | ---------------- |
| 1      | O 長野線 | 下り | 河内長野方面     |
| 2      | O 長野線 | 上り | 大阪阿部野橋方面 |

## 利用状況
2024年11月12日における1日乗降人員は4,770人である。
近年における1日乗降人員の推移は下表の通り。
| 年度               | 調査日   | 乗車人員 | 降車人員 | 乗降人員 | 出典        | 出典          |
| 年度               | 調査日   | 乗車人員 | 降車人員 | 乗降人員 | 近鉄        | 大阪府        |
| ------------------ | -------- | -------- | -------- | -------- | ----------- | ------------- |
| 1990年（平成02年） | 11月06日 | 5,318    | 4,823    | 10,141   |             | [ 大阪府 1 ]  |
| 1991年（平成03年） | -        | -        | -        | -        |             | [ 大阪府 2 ]  |
| 1992年（平成04年） | 11月10日 | 5,292    | 5,076    | 10,368   |             | [ 大阪府 3 ]  |
| 1993年（平成05年） | -        | -        | -        | -        |             | [ 大阪府 4 ]  |
| 1994年（平成06年） | -        | -        | -        | -        |             | [ 大阪府 5 ]  |
| 1995年（平成07年） | 12月05日 | 5,130    | 4,830    | 9,960    |             | [ 大阪府 6 ]  |
| 1996年（平成08年） | -        | -        | -        | -        |             | [ 大阪府 7 ]  |
| 1997年（平成09年） | -        | -        | -        | -        |             | [ 大阪府 8 ]  |
| 1998年（平成10年） | 11月10日 | 4,457    | 4,292    | 8,749    |             | [ 大阪府 9 ]  |
| 1999年（平成11年） | -        | -        | -        | -        |             | [ 大阪府 10 ] |
| 2000年（平成12年） | 11月07日 | 4,406    | 4,493    | 8,899    | [ 近鉄 1 ]  | [ 大阪府 11 ] |
| 2001年（平成13年） | -        | -        | -        | -        |             | [ 大阪府 12 ] |
| 2002年（平成14年） | -        | -        | -        | -        |             | [ 大阪府 13 ] |
| 2003年（平成15年） | 11月11日 | 3,495    | 3,370    | 6,865    | [ 近鉄 2 ]  | [ 大阪府 14 ] |
| 2004年（平成16年） | -        | -        | -        | -        |             | [ 大阪府 15 ] |
| 2005年（平成17年） | 11月08日 | 3,729    | 3,650    | 7,379    | [ 近鉄 3 ]  | [ 大阪府 16 ] |
| 2006年（平成18年） | -        | -        | -        | -        |             | [ 大阪府 17 ] |
| 2007年（平成19年） | -        | -        | -        | -        |             | [ 大阪府 18 ] |
| 2008年（平成20年） | 11月18日 | 3,912    | 3,783    | 7,695    |             | [ 大阪府 19 ] |
| 2009年（平成21年） | -        | -        | -        | -        |             | [ 大阪府 20 ] |
| 2010年（平成22年） | 11月09日 | 3,622    | 3,582    | 7,204    | [ 近鉄 4 ]  | [ 大阪府 21 ] |
| 2011年（平成23年） | -        | -        | -        | -        |             | [ 大阪府 22 ] |
| 2012年（平成24年） | 11月13日 | 1,712    | 1,606    | 3,318    | [ 近鉄 5 ]  | [ 大阪府 23 ] |
| 2013年（平成25年） | -        | -        | -        | -        |             | [ 大阪府 24 ] |
| 2014年（平成26年） | -        | -        | -        | -        |             | [ 大阪府 25 ] |
| 2015年（平成27年） | 11月10日 | 3,338    | 3,262    | 6,600    | [ 近鉄 6 ]  | [ 大阪府 26 ] |
| 2016年（平成28年） | -        | -        | -        | -        |             | [ 大阪府 27 ] |
| 2017年（平成29年） | -        | -        | -        | -        |             | [ 大阪府 28 ] |
| 2018年（平成30年） | 11月13日 | 3,465    | 3,449    | 6,914    | [ 近鉄 7 ]  | [ 大阪府 29 ] |
| 2019年（令和元年） | -        | -        | -        | -        |             | [ 大阪府 30 ] |
| 2020年（令和02年） | -        | -        | -        | -        |             | [ 大阪府 31 ] |
| 2021年（令和03年） | 11月09日 | 2,721    | 2,691    | 5,412    | [ 近鉄 8 ]  | [ 大阪府 32 ] |
| 2022年（令和04年） | 11月08日 | 2,657    | 2,633    | 5,290    | [ 近鉄 9 ]  | [ 大阪府 33 ] |
| 2023年（令和05年） | 11月07日 | 2,440    | 2,429    | 4,869    | [ 近鉄 10 ] | [ 大阪府 34 ] |
| 2024年（令和06年） | 11月12日 |          |          | 4,770    | [ 近鉄 11 ] |               |

## 駅周辺
- 瀧谷不動明王寺
- 滝谷公園
- 錦織公園
- 大阪大谷大学
- 初芝富田林中学校・高等学校
- 富田林市立錦郡小学校
- 富田林錦織郵便局
- 石川
- 国道170号

## 隣の駅
近畿日本鉄道
O 長野線
■急行・■準急・■普通
川西駅 (O20) - 滝谷不動駅 (O21) - 汐ノ宮駅 (O22)

### 記事本文

### 利用状況
1. ↑  駅別一日乗降人員 長野線 道明寺線 御所線 - 近畿日本鉄道
2. ↑  大阪府統計年鑑 - 大阪府

#### 近畿日本鉄道
1. ↑  駅別乗降人員 長野線 道明寺線 御所線 - 近畿日本鉄道（ウェイバックマシン）
2. ↑  駅別乗降人員 長野線 道明寺線 御所線 - 近畿日本鉄道（ウェイバックマシン）
3. ↑  駅別乗降人員 長野線 道明寺線 御所線 - 近畿日本鉄道（ウェイバックマシン）
4. ↑  駅別乗降人員 長野線 道明寺線 御所線 - 近畿日本鉄道（ウェイバックマシン）
5. ↑  駅別乗降人員 長野線 道明寺線 御所線 - 近畿日本鉄道（ウェイバックマシン）
6. ↑  駅別乗降人員 長野線 道明寺線 御所線 - 近畿日本鉄道（ウェイバックマシン）
7. ↑  駅別乗降人員 長野線 道明寺線 御所線 - 近畿日本鉄道（ウェイバックマシン）
8. ↑  近鉄線駅別乗降人員データ【調査日：令和3年11月9日(火)】 (PDF)  - 近畿日本鉄道
9. ↑  近鉄線駅別乗降人員データ【調査日：令和4年11月8日(火)】 (PDF)  - 近畿日本鉄道
10. ↑  近鉄線駅別乗降人員データ【調査日：令和5年11月7日(火)】 (PDF)  - 近畿日本鉄道
11. ↑  近鉄線駅別乗降人員データ【調査日：令和6年11月12日(火)】 (PDF)  - 近畿日本鉄道

#### 大阪府統計年鑑
1. ↑  大阪府統計年鑑（平成3年） (PDF)
2. ↑  大阪府統計年鑑（平成4年） (PDF)
3. ↑  大阪府統計年鑑（平成5年） (PDF)
4. ↑  大阪府統計年鑑（平成6年） (PDF)
5. ↑  大阪府統計年鑑（平成7年） (PDF)
6. ↑  大阪府統計年鑑（平成8年） (PDF)
7. ↑  大阪府統計年鑑（平成9年） (PDF)
8. ↑  大阪府統計年鑑（平成10年） (PDF)
9. ↑  大阪府統計年鑑（平成11年） (PDF)
10. ↑  大阪府統計年鑑（平成12年） (PDF)
11. ↑  大阪府統計年鑑（平成13年） (PDF)
12. ↑  大阪府統計年鑑（平成14年） (PDF)
13. ↑  大阪府統計年鑑（平成15年） (PDF)
14. ↑  大阪府統計年鑑（平成16年） (PDF)
15. ↑  大阪府統計年鑑（平成17年） (PDF)
16. ↑  大阪府統計年鑑（平成18年） (PDF)
17. ↑  大阪府統計年鑑（平成19年） (PDF)
18. ↑  大阪府統計年鑑（平成20年） (PDF)
19. ↑  大阪府統計年鑑（平成21年） (PDF)
20. ↑  大阪府統計年鑑（平成22年） (PDF)
21. ↑  大阪府統計年鑑（平成23年） (PDF)
22. ↑  大阪府統計年鑑（平成24年） (PDF)
23. ↑  大阪府統計年鑑（平成25年） (PDF)
24. ↑  大阪府統計年鑑（平成26年） (PDF)
25. ↑  大阪府統計年鑑（平成27年） (PDF)
26. ↑  大阪府統計年鑑（平成28年） (PDF)
27. ↑  大阪府統計年鑑（平成29年） (PDF)
28. ↑  大阪府統計年鑑（平成30年） (PDF)
29. ↑  大阪府統計年鑑（令和元年） (PDF)
30. ↑  大阪府統計年鑑（令和2年） (PDF)
31. ↑  大阪府統計年鑑（令和3年） (PDF)
32. ↑  大阪府統計年鑑（令和4年） (PDF)
33. ↑  大阪府統計年鑑（令和5年） (PDF)
34. ↑  大阪府統計年鑑（令和6年） (PDF)